# Desa Dinoyo (administrativ by i Indonesien, lat -7,59, long 112,43)
Desa Dinoyo är en administrativ by i Indonesien.   Den ligger i provinsen Jawa Timur, i den västra delen av landet, 600 km öster om huvudstaden Jakarta.